# Темний Василь Федорович
Василь Федорович Темний (8 січня 1930, село Грушківка, тепер Кам'янського району Черкаської області) — український радянський і компартійний діяч, депутат Верховної Ради УРСР 10—11-го скликань. Член Президії Верховної Ради УРСР 10-го скликання. Член ЦК КПУ в 1971—1990 роках.

## Біографія
З 1950 року — бригадир, механік рудницького кар'єроуправління «Цукрокамінь».
Член КПРС з 1952 року.
З 1952 року — 1-й секретар районного комітету ЛКСМУ, завідувач відділу районного комітету КПУ.
Закінчив Всесоюзний заочний сільськогосподарський інститут в Москві.
У 1962 році — голова виконавчого комітету Піщанської районної ради депутатів трудящих Вінницької області. У 1963—1966 роках — голова виконавчого комітету Козятинської районної ради депутатів трудящих Вінницької області; начальник Бершадського районного виробничого управління сільського господарства Вінницької області.
У 1966—1970 роках — 1-й секретар Чечельницького районного комітету КПУ Вінницької області. У 1970—1978 роках — 1-й секретар Бершадського районного комітету КПУ Вінницької області.
У травні 1978 — листопаді 1986 року — голова виконавчого комітету Вінницької обласної Ради народних депутатів.
Потім — на пенсії в місті Вінниці.

## Нагороди
- ордени
- медалі
- Почесна грамота Президії Верховної Ради Української РСР (7.01.1980)